# SQ109
SQ109 là một loại thuốc đang được phát triển để điều trị bệnh lao.

## Lý lịch
Vào ngày 16 tháng 10 năm 2007, Cục Quản lý Thực phẩm và Dược phẩm Hoa Kỳ (FDA) đã cho biết tình trạng thuốc mồ côi được sử dụng để chống lại vi khuẩn lao nhạy cảm và kháng thuốc.
SQ109 hoàn thành ba nghiên cứu pha I ở Mỹ và một nghiên cứu hiệu quả giai đoạn II ở bệnh nhân lao ở châu Phi. SQ109 cho thấy hoạt động chống lại cả vi khuẩn lao kháng thuốc và đa kháng thuốc, bao gồm cả các chủng lao kháng thuốc rộng rãi. Trong các nghiên cứu tiền lâm sàng, SQ109 đã tăng cường hoạt động của thuốc chống lao isoniazid và rifampin và giảm> 30% thời gian cần thiết để chữa khỏi chuột mắc bệnh lao thực nghiệm.
SQ109 đang được phát triển bởi OOO Ininfex ở Nga và Sequella Inc trên phạm vi quốc tế. Vào tháng 7 năm 2012, Ininfex đã nhận được thông báo từ Bộ Y tế Nga về việc phê duyệt bắt đầu thử nghiệm lâm sàng quan trọng liên quan đến việc nộp đơn đăng ký thuốc và có thể tiến hành phát triển lâm sàng SQ109 để điều trị bệnh lao ở Liên bang Nga.